# Colorado (rijeka)
Colorado (na jeziku Mohave Indijanaca: 'Aha Kwahwat) ili Crvena rijeka je rijeka na jugozapadu SAD-a, i sjeverozapadu Meksika, duga otprilike 2.330 km i ulijeva se u Kalifornijski zaljev. Rijeka Colorado protječe kroz nacionalni park Grand Canyon u Arizoni, i na njoj je izgrađena poznata Hooverova brana (engl. Hoover Dam).

## Zemljopisne karakteristike
Colorado izvire u Stjenovitim planinama kod Prijevoja Poudre u američkoj državi Colorado na nadmorskoj visini od 3.104 m. 
Colorado sa svojim pritokama ima porječje veliko oko 637.000 km², koje obuhvaća dijelove američkih država Wyoming, Colorado, Utah, New Mexico, Nevada, Arizona, Kalifornija i meksičkih država Baja California i Sonora.
Bazen Colorada je suh polupustinjski kraj, pa rijeku zovu Linijom života američkog jugozapada.
Colorado stvara granicu između američkih država Nevada i Arizona, tu se nalazi poznati Nacionalni park Grand Canyon, inače u bazenu Colorada leži čak 11 Nacionalnih parkova. Na Coloradu je u blizini Las Vegasa 1936. izgrađena čuvena Hooverova brana dugo vremena, najviša brana na svijetu. 
U svom donjem toku, u dužini oko 28 km Colorado formira granicu između Sjedinjenih Američkih Država i Meksika. Od ulaska u Meksiko Colorado teče još nekih 50 - tak km, pa onda formira deltu s kojom otječe u Kalifornijski zaljev.

## Galerija
- Poznati meandar "Horseshoe Bend" u obliku potkove
- Colorado u Grand Canyonu
- Colorado u Grand Canyonu

## Povezane stranice
- Popis najdužih rijeka na svijetu

## Vanjske poveznice
- Colorado River na portalu Encyclopædia Britannica (engl.)